# Andreas Winkler (Jurist)

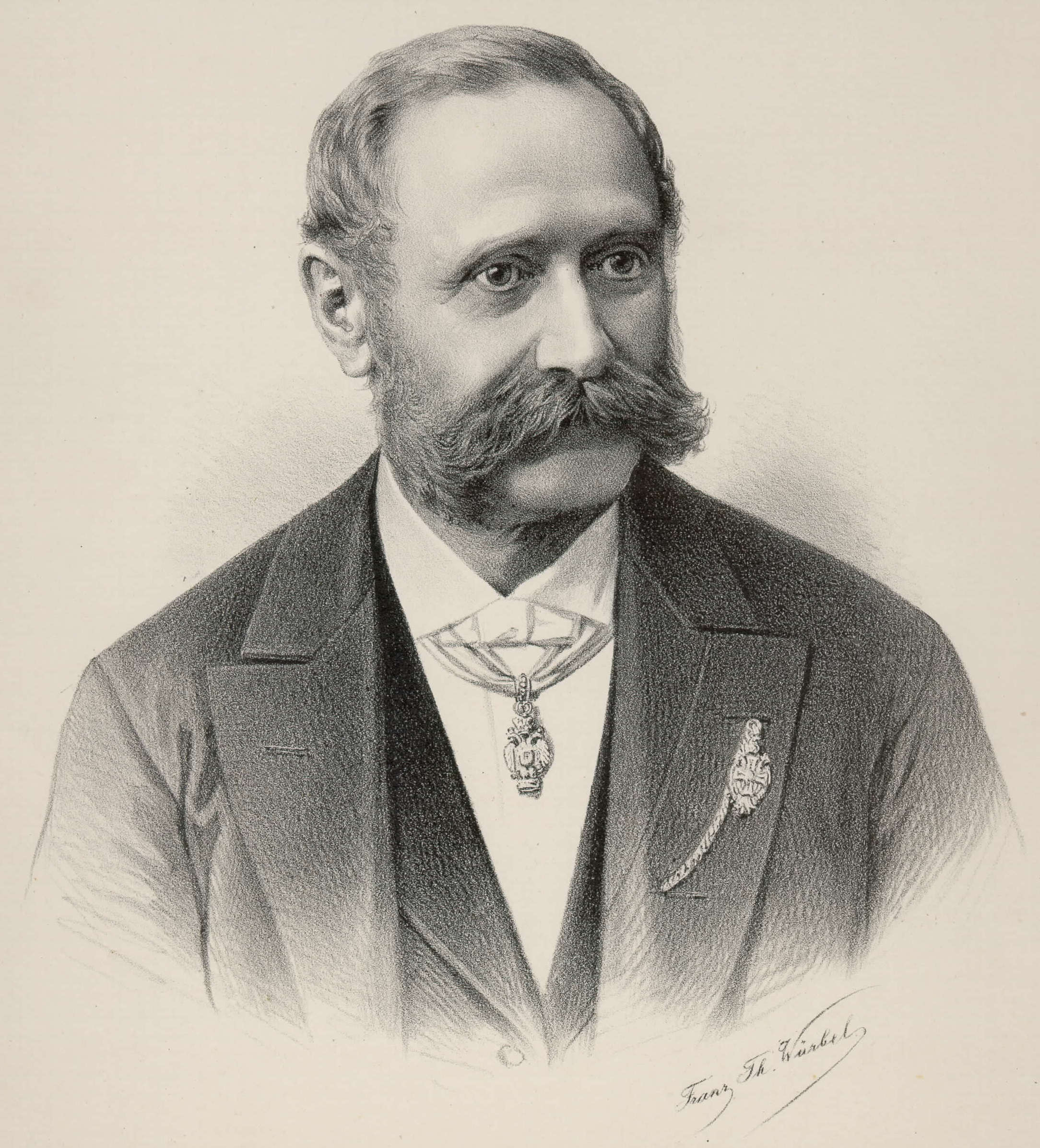
Andreas Winkler im Jahre 1892

Andreas Winkler, seit 1883 Freiherr von Winkler (auch Andrej Winkler; * 10. November 1825 in Ternovo im Küstelande; † 16. März 1916 in Graz) war ein österreichischer Jurist und Politiker und identitätsbewusster Slowene. Er war Ehrenbürger der Stadt Ljubljana und mehrerer Städte, Märkte und Landgemeinden in Krain und im Küstelande.

## Leben
Andreas (Andrej) Winkler war der Sohn des Händlers Jernej (Bartholomäus) Winkler und dessen Gattin Katarina Winkler geborene Voug. Er wurde in Ternovo im Küstenlande geboren. Besuchte die Volksschule und das Gymnasium in Görz. Danach studierte er in Wien Rechtswissenschaften und schloss 1849 das Studium erfolgreich ab. 1866 wurde er Bezirksvorsteher in Cormons und danach Bezirkshauptmann von Tolmin. 1873 wurde er in das Abgeordnetenhaus entsandt. 1876 wurde er Hofrat am k.k. Verwaltungsgerichtshof in Wien. Zwischen 13. März 1880 und 7. Oktober 1892 war er Landespräsident des Herzogtums Krain. 1883 wurde ihm der Orden der Eisernen Krone II. Klasse verliehen, am 8. Mai 1883 wurde er aufgrund der Ordensstatuten in den Freiherrnstand erhoben und war forthin Freiherr von Winkler. Am 7. Oktober 1892 wurde ihm das Großkreuz des Franz-Josefs Ordens verliehen.
Als identitätsbewusster Slowene und Landespräsident von Krain setzte er sich für die Einführung des Slowenischen in Amt und Schule ein sowie für die Berücksichtigung von Slowenen bei Postenbesetzungen, um so eine Gleichberechtigung der Slowenen in Krain und in den anderen slowenischen bzw. teilweise slowenischen Kronländern zu erwirken. Wegen des wachsenden Drucks der Deutschliberalen wich er dem Druck und ging 1892 in den Ruhestand.
Seine Grabstätte befindet sich auf dem Zentralfriedhof Graz.

## Sonstiges
Nach ihm wurde ursprünglich die Baron-Winkler-Höhle benannt, die bei Laze in Slowenien liegt.